# Fresnay-sur-Sarthe
Fresnay-sur-Sarthe é uma comuna francesa na região administrativa do País do Loire, no departamento de Sarthe. Estende-se por uma área de 29.20 km². Em 2010 a comuna tinha 2 961 habitantes (densidade: 101,4 hab./km²).